# Bretteville
 Bretteville  es una población y comuna francesa, en la región de Baja Normandía, departamento de Mancha, en el distrito de Cherbourg-Octeville y cantón de Tourlaville.
Comúnmente se utiliza la demominación Bretteville-en-Saire, pues en el mismo departamento de Mancha hay otra comuna de nombre similar, Bretteville-sur-Ay. El río Saire es uno de los pequeños ríos costeros normandos.

## Demografía
| 456 | 455 | 542 | 680 | 1008 | 1075 |
| Para los censos de 1962 a 1999 la población legal corresponde a la población sin duplicidades (Fuente: INSEE [Consultar]) |     |     |     |      |      |